# Ginx eSports TV
Ginx TV é um canal televisivo dedicado exclusivamente a videojogos, fundado por Udi Shapira e Cosmo Spens.

## Distribuição
O canal Ginx TV foi inicialmente lançado em agosto de 2008 na Roménia.
Em Portugal, o canal iniciou as suas transmissões no dia 14 de maio de 2012, em exclusivo na ZON, na posição 140 e a 1 de Outrubro de 2013 chegou à Cabovisão, na posição 74.

## Programação atual
- The Blurb
- Culture Shock
- Faster
- Gamesport
- Games Evolved
- Games Games Games
- Get Fragged
- The Ginx Masterchart
- Ginx News
- The Ginx Vault
- Planet of the Apps
- Rumble Pack
- The Quest